# Elias Bianchi
Elias Bianchi (Lugano, 22 aprile 1989) è un hockeista su ghiaccio svizzero che gioca come attaccante nel Bellinzona, squadra della Lega Nazionale A.

## Carriera
Elias Bianchi iniziò a militare nelle giovanili dell'HC Lugano, esordendo nella formazione degli Juniores Elite nella stagione 2006-2007 con 43 punti raccolti in 46 presenze. Nel corso della stagione 2007-2008 Bianchi fece il suo debutto in Lega Nazionale A, mentre con la selezione giovanile mise a segno 20 punti in 26 partite. Dal 2006 al 2008 fu inoltre prestato all'HC Ceresio, formazione della Prima Lega, con la quale giocò 17 partite totalizzando 8 punti.
Dopo una breve esperienza in Nordamerica nella USHL Bianchi passò nella stagione 2008-2009 all'EV Zug, squadra con cui giocò per la prima volta nei playoff della LNA. All'inizio della stagione 2009-2010 fu ingaggiato dall'HC Ambrì-Piotta e prestato per la maggior parte della stagione all'EHC Basel in Lega Nazionale B.
La stagione 2011-2012 fu la prima trascorsa totalmente da Elias Bianchi nella massima divisione nazionale. Il suo contratto con l'Ambrì-Piotta scade al termine della stagione 2013-2014. Nel dicembre del 2013 Bianchi trovò un accordo con l'Ambrì-Piotta rinnovando il proprio contratto per altre due stagioni fino al 2016.

## Statistiche
Statistiche aggiornate a luglio 2012.

### Club
| Stagione | Squadra           | Stagione regolare | Stagione regolare | Stagione regolare | Stagione regolare | Stagione regolare | Stagione regolare | Playoff | Playoff | Playoff | Playoff | Playoff |
| Stagione | Squadra           | Lega              | P                 | G                 | A                 | Pt                | PIM               | P       | G       | A       | Pt      | PIM     |
| -------- | ----------------- | ----------------- | ----------------- | ----------------- | ----------------- | ----------------- | ----------------- | ------- | ------- | ------- | ------- | ------- |
| 2006-07  | Lugano U20        | Elite Jr. A       | 41                | 26                | 17                | 43                | 32                |         |         |         |         |         |
|          | Ceresio           | Switzerland4      | 13                | 10                | 12                | 22                | 16                |         |         |         |         |         |
| 2007-08  | Ohio Blue Jackets | USHL              | 25                | 4                 | 8                 | 12                | 8                 |         |         |         |         |         |
|          | Lugano U20        | Elite Jr. A       | 26                | 9                 | 13                | 20                | 71                |         |         |         |         |         |
|          | Lugano            | NLA               | 6                 | 0                 | 0                 | 0                 | 0                 |         |         |         |         |         |
|          | Ceresio           | Switzerland3      | 17                | 4                 | 4                 | 8                 | 30                |         |         |         |         |         |
| 2008-09  | Zug U20           | Elite Jr. A       | 25                | 16                | 22                | 38                | 34                | 7       | 1       | 2       | 3       | 16      |
|          | Zug               | NLA               | 29                | 0                 | 1                 | 1                 | 2                 | 3       | 0       | 0       | 0       | 0       |
|          | Basel             | NLB               | 9                 | 1                 | 4                 | 5                 | 10                | -       | -       | -       | -       | -       |
|          | Schweiz U-20      | NLB               | 1                 | 0                 | 1                 | 1                 | 0                 | -       | -       | -       | -       | -       |
| 2009-10  | Lugano            | NLA               | 1                 | 0                 | 0                 | 0                 | 0                 | -       | -       | -       | -       | -       |
|          | Ambrì-Piotta      | NLA               | 2                 | 0                 | 0                 | 0                 | 0                 | -       | -       | -       | -       | -       |
|          |                   | Playout           | 6                 | 1                 | 0                 | 1                 | 4                 | -       | -       | -       | -       | -       |
|          | Basel             | NLB               | 46                | 17                | 13                | 30                | 32                | 4       | 3       | 3       | 6       | 4       |
| 2010-11  | Ambrì-Piotta      | NLA               | 2                 | 0                 | 0                 | 0                 | 2                 | -       | -       | -       | -       | -       |
|          |                   | Playout           | 13                | 2                 | 0                 | 2                 | 8                 | -       | -       | -       | -       | -       |
|          | Basel             | NLB               | 45                | 8                 | 9                 | 17                | 43                | 4       | 0       | 2       | 2       | 16      |
| 2011-12  | Ambrì-Piotta      | NLA               | 50                | 6                 | 8                 | 14                | 36                | -       | -       | -       | -       | -       |
|          |                   | Playout           | 11                | 2                 | 1                 | 3                 | 29                | -       | -       | -       | -       | -       |
| 2012-13  | Ambrì-Piotta      | NLA               |                   |                   |                   |                   |                   |         |         |         |         |         |

### Nazionale
| Stagione | Livello               | Risultati        | Risultati | Risultati | Risultati | Risultati | Risultati |
| Stagione | Livello               | Competizione     | P         | G         | A         | Pt        | PIM       |
| -------- | --------------------- | ---------------- | --------- | --------- | --------- | --------- | --------- |
| 2006-07  | Switzerland U18       | WJC-18           | 6         | 0         | 0         | 0         | 0         |
|          | Switzerland U18 (all) | International-Jr | 14        | 2         | 0         | 2         | 0         |
| 2008-09  | Schweiz U-20          | NLB              | 1         | 0         | 1         | 1         | 0         |